# 斡本
斡本（オベン）は、金の皇族。漢名は宗幹。太祖阿骨打（アクダ）の庶長子。母は側室の裴満氏（追尊光懿皇后）。爵位は遼王で、忠烈と諡された。

## 生涯
天会13年（1135年）に叔父の太宗呉乞買（ウキマイ）が崩御すると、族兄の晋王粘没喝（ネメガ、宗翰）と共に甥（太祖アクダの孫）で自身の養子でもある合剌（ホラ、後の熙宗）を擁立して、太宗の子の蒲魯虎（ブルフ、宗磐）や族父の撻懶（盈歌の子）と対立した。やがて蒲魯虎・撻懶が失脚すると、次の標的を、皇族の実力者である粘没喝に移す。斡本は熙宗に上奏して、粘没喝を太保領三省事という皇帝側近の名誉職に就任させて、大同を基盤としていた粘没喝の軍事権を奪った。粘没喝は次第に憔悴し、天会15年（1137年）に不遇のまま59歳で病没した。蒲魯虎・撻懶が再び権力を奪回すると、斡本は今度はこの両者と組んで、金の傀儡属国である斉帝劉豫を蜀王に降格して、内蒙古にある臨潢府に強制的に移住させた。以降も斡本は権力を握り、異母弟の瀋王斡啜（宗弼）と組んで、蒲魯虎・撻懶と再び対立した。
天眷2年（1139年）4月、蒲魯虎と撻懶が劉豫の斉国廃止後、服従を条件に陝西と河南を南宋に割譲したのを、南宋に通じたと誣告、2人を謀反の罪で処刑することに成功した。ただし、撻懶の異母弟の烏野は斡本に属しており、兄と対立していたために連座はされなかった。肩の荷を降ろした斡本は、皇統元年（1141年）5月に病没した。熙宗は、この養父の逝去を大いに悲しみ慟哭したという。
のちに、次男の迪古乃（テクナイ、海陵王）が従兄の熙宗を惨殺して即位すると、亡父に対して、徳宗の廟号と憲古弘道文昭武烈章孝睿明皇帝の諡号を贈った。しかし、海陵王が廃位されて世宗の代になると、「暴君の父」ということで廟号が削除され、帝号を明粛皇帝とされた。後に帝号も削除されて皇伯・太師・遼王に降格された。

## 宗室

### 妻妾
- 徒単氏（正妻、皇太后。海陵王により誅殺）
- 大氏（慈憲皇后。海陵王の母）
- 蕭氏（寧妃）
- 李金哥（順妃。兀惹の人）
- 徒単氏（文妃）
- 陸正姑（北宋の儀王趙朴の元婚約者）

### 男子
- 代王 神土懣（充、李氏の子、徒単氏の養子）
- 海陵王 迪古乃（亮、大氏の子）
- 梧桐（兗）
- 衛王 永慶（襄、大氏の子）
- 蒲甲（袞）

### 女子
- 慶宜公主 迪鉢（蒲察阿虎迭の妻で、蒲察鼎寿・蒲察叉察の母）
- 鄧国公主 崔哥（蒲察阿虎迭の継室）
- 平陽公主（大氏の娘で、徒単貞の妻）
- 嘉祥公主（徒単克寧の妻）